# Кіє (гміна)
Гміна Кіє (пол. Gmina Kije) — сільська гміна у східній Польщі. Належить до Пінчівського повіту Свентокшиського воєводства.
Станом на 31 грудня 2011 року у гміні проживало 4509 осіб.

## Територія
Згідно з даними за 2007 рік площа гміни становила 99.26 км², у тому числі:
- орні землі: 70.00%
- ліси: 19.00%

Таким чином, площа гміни становить 16.23% площі повіту.

## Населення
Станом на 31 грудня 2011:
| Опис     | Загалом | Загалом | Чоловіки | Чоловіки | Жінки | Жінки |
| -------- | ------- | ------- | -------- | -------- | ----- | ----- |
| одиниця  | осіб    | %       | осіб     | %        | осіб  | %     |
| все      | 4509    | 100     | 2235     | 49.57    | 2274  | 50.43 |
| міське   | 0       | 100     | 0        |          | 0     |       |
| сільське | 4509    | 100     | 2235     | 49.57    | 2274  | 50.43 |

## Сусідні гміни
Гміна Кіє межує з такими гмінами: Імельно, Моравиця, Пінчів, Собкув, Хмельник.